# روبرت دبليو جوردان
روبرت دبليو جوردان (بالإنجليزية: Robert W. Jordan)‏ (ولد في 9 أكتوبر 1945) هو محام ودبلوماسي أمريكي.  شغل منصب سفير الولايات المتحدة لدى المملكة العربية السعودية في الفترة 2001-2003، في عهد الرئيس جورج دبليو بوش.
عين كسفير مفوض فوق العادة في السعودية في 5 أكتوبر 2001، وقدم أوراق اعتماده في 30 يونيو 2002. وغادر منصبه في 13 أكتوبر 2003.

## السيرة الذاتية

### النشأة
حصل جوردان على درجة البكالوريوس من جامعة ديوك في عام 1967، وأثناء خدمته في البحرية الأمريكية حصل على الماجستير من كلية بارك بجامعة ميريلاندوذلك في عام 1971، ونال الدكتوراه في عام 1974 من كلية القانون في جامعة أوكلاهوما.

## مزيد من القراءة
- Jordan, Robert W., and Steve Fiffer. Desert Diplomat: Inside Saudi Arabia Following 9/11. Lincoln: Potomac Books, an imprint of the University of Nebraska Press, 2015. ISBN 9781612346700 900445694

## وصلات خارجية
- روبرت دبليو جوردان على موقع أرشيف الشارخ.
- السيرة الذاتية على موقع بيكر بوتس

| المناصب الدبلوماسية | المناصب الدبلوماسية                                           | المناصب الدبلوماسية |
| ------------------- | ------------------------------------------------------------- | ------------------- |
| سبقه وايتش فاولر    | سفراء الولايات المتحدة لدى المملكة العربية السعودية 2001–2003 | تبعه جيمس أوبرويتر  |